# Cortland Township
Cortland Township est un township du comté de DeKalb dans l'Illinois, aux États-Unis,. 

## Source de la traduction
- (en) Cet article est partiellement ou en totalité issu de l’article de Wikipédia en anglais intitulé « Cortland Township, DeKalb County, Illinois » (voir la liste des auteurs).